# Villerupt
Villerupt é uma comuna francesa na região administrativa de Grande Leste, no departamento de Meurthe-et-Moselle. Estende-se por uma área de 6,56 km². Em 2010 a comuna tinha 9 933 habitantes (densidade: 1 514,2 hab./km²).